# Prix d'histoire de la fondation Napoléon
Les prix d'histoire de la fondation Napoléon, sont des prix littéraires créés en 1978.

## Historique
Les prix d'histoire de la fondation Napoléon succèdent aux grands prix du Souvenir napoléonien, créés en 1978. Ils sont destinés à récompenser la recherche historique et à renforcer l’intérêt du public pour l’histoire des deux empires
Les grands prix du Souvenir napoléonien changent de dénomination en 1989, sous la direction du baron Napoléon Gourgaud du Taillis, premier président de la fondation Napoléon, et se déclinent jusqu'en 2000 en deux prix : prix Premier-Empire et prix Second-Empire. À partir de 2001, leur sont adjoints deux prix supplémentaires dénommés « grand prix » et « prix du jury ». 
Le règlement des prix est modifié le 11 décembre 2019 par le conseil d'administration de la fondation Napoléon. Les prix Premier-Empire et Second-Empire sont supprimés. Sont seuls conservés les grands prix et prix du jury, à compter de la remise des prix de l'année 2020.

## Les prix d'histoire
La fondation Napoléon décerne chaque année deux prix d’histoire sur décision d’un jury indépendant. 

### Grand prix
Le grand prix « récompense un ouvrage de langue française traitant de l’histoire du Consulat et du Premier Empire, ou éventuellement, de la période allant de la Révolution française à la fin de la monarchie de Juillet, ou traitant de l’histoire de la IIe République, du Second Empire, ou éventuellement, de la période allant de la fin du Second Empire à nos jours, dès lors que le thème traité a un lien avec l’histoire napoléonienne ou l’histoire de la famille impériale ». Le grand prix est assorti d'une dotation de 5 000 euros.

### Prix du jury
Le prix du jury, est décerné, sur initiative d’un ou plusieurs membres du jury, pour « récompenser une œuvre ou action littéraire ou artistique se rapportant notamment à l’histoire napoléonienne. Ce prix peut être notamment attribué à un historien, universitaire, écrivain, artiste, conservateur ou gestionnaire d’établissement napoléonien « pour l’ensemble de son œuvre » ». Par ailleurs, il permet à présent de « récompenser une personnalité pour l’ensemble de son œuvre, y compris si elle a déjà été lauréate d’un prix de la Fondation par le passé ». Le prix du jury est assorti d'une récompense de 3 500 euros.

### Chronologie des prix
Prix actuels
- Grand prix (depuis 2001)
- Prix du jury (depuis 2001)

Nota bene : En fonction de l'actualité, les prix du jury ont parfois été attribués sous différentes dénominations : 
- Prix spécial du jury (2007, 2016)
- Prix pour une œuvre musicale et historique (2012, 2013)
- Prix du livre étranger (2011)
- Prix du livre non francophone (2001 à 2008, 2010)
- Prix du livre de fiction (2005, 2006)
- Prix du spectacle napoléonien (2002, 2003)
- Prix pour une œuvre audiovisuelle (2001)

Anciens prix
- Prix Premier-Empire (1989-2019)
- Prix Second-Empire (1989-2019)
- Grand prix du Souvenir napoléonien (1978-1988)

## Jury (2022)
- Président : Victor-André Masséna, Prince d’Essling, président de la Fondation Napoléon
- Secrétaire général : Laurent Theis

Membres :
- Éric Anceau, historien
- Jacques-Olivier Boudon, président de l'Institut Napoléon
- Prince Gabriel de Broglie, chancelier de l’Institut
- Jean-Christophe Buisson, historien
- Patrice Gueniffey, historien
- Jean-François Lemaire, historien
- Marie-Pierre Rey, historienne
- Jean-Marie Rouart, de l’Institut
- Jean Tulard, de l’Institut
- Emmanuel de Waresquiel, historien
- Laetitia de Witt, historienne

## Liste des lauréats
2022
- Grand prix

Léonard Burnand, Benjamin Constant, Perrin
- Prix du jury

Sophie Muffat, Les marins de l’Empereur, Soteca
2021
- Grand prix

Michel Kerautret, Eugène de Beauharnais, fils et vice-roi de Napoléon, Tallandier
- Prix du jury

Flavien Bertran de Balanda, Louis de Bonald. Philosophe et homme politique (1754-1840), CNRS Éditions
2020
- Grand prix

Laëtitia de Witt, L’Aiglon, Tallandier
- Prix du jury

Cédric Lewandowski, Lucien Bonaparte, Passés/Composés
2019
- Prix Premier-Empire

Aurélien Lignereux, Les Impériaux. Administrer et habiter l'Europe de Napoléon, Fayard
- Prix Second-Empire

Gérard Fontaine, L'Opéra de Charles Garnier : une œuvre d'art total, Éditions du Patrimoine
- Prix du jury

Cyril Lécosse, Jean-Baptiste Isabey : Petits portraits et grands desseins, INHA/CTHS Éditions
2018
- Prix Premier-Empire

Natalia Griffon de Pleineville, La première invasion du Portugal par l’armée napoléonienne (1807-1808), Économica
- Prix Second-Empire

Thibault Gandouly, Paul de Cassagnac, l’enfant terrible du bonapartisme, Via Romana
- Prix du jury

Jean Mendelson, Sainte-Hélène 2015, Portaparole
2017
- Prix Premier-Empire

Charles-Éloi Vial, Marie-Louise, Perrin
- Prix Second-Empire

Patrick Lagoueyte, Le coup d’État du 2 décembre 1851, CNRS Éditions
- Prix du jury

Arnaud Timbert, Viollet-le-Duc et Pierrefonds : Histoire d’un chantier, Presses universitaires du septentrion
2016
- Prix Premier-Empire

Michel Vergé-Franceschi, Pozzo di Borgo. L’ennemi juré de Napoléon, Payot
- Prix du jury

Jean-Paul Kauffmann, Outre-Terre, Les Équateurs
- Prix spécial du jury

Marie-Hélène Baylac, Hortense de Beauharnais, Perrin
2015
- Prix Premier-Empire

Franck Favier, Berthier, l’ombre de Napoléon, Perrin
- Prix Second-Empire

Viviane Delpech, Abbadia, le monument idéal d’Antoine Abbadie, Presses universitaires de Rennes
- Prix du jury

Hervé Dumont, Napoléon. L’épopée en 1000 films, Ides et Calendes
2014
- Prix Premier-Empire

Irène Delage et Chantal Prévot, Atlas de Paris au temps de Napoléon, Parigramme
- Prix Second-Empire

Étienne Chilot, Un jardin pour Eugénie, Somogy
- Prix du jury

Andrew Roberts, Napoleon the Great, Allen Lane
2013
- Grand prix

Patrice Gueniffey, Bonaparte, Gallimard
- Prix Premier-Empire

Bruno Colson, Leipzig. La bataille des Nations, 16-19 octobre 1813, Perrin
- Prix pour une œuvre musicale et historique

Alexandre Dratwicki (dir.), La mort d’Abel, opéra français de Rodolphe Kreutzer, Palazzo Bru Zane (Centre de musique romantique française)
2012
- Prix Premier-Empire

Marie-Pierre Rey, L’effroyable tragédie, une nouvelle histoire de la campagne de Russie, Flammarion
- Prix Second-Empire

Yves Bruley, Le quai d’Orsay impérial, Éditions A. Pedone
- Prix pour une œuvre musicale et historique

Daniel Propper et Olivier Feignier, L’écho des batailles, Label Forgotten Records
2011
- Prix Premier-Empire

Michel Dancoisne-Martineau, Chroniques de Sainte-Hélène Atlantique-Sud, Perrin
- Prix Second-Empire

Nicolas Chaudun, L'été en enfer, Napoléon III dans la débâcle, Actes Sud
- Prix du livre étranger

Alison McQueen, Empress Eugenie and the arts : politics and visual culture in the nineteenth century, Ashgate
2010
- Prix Premier-Empire

Vincent Haegele, Napoléon et Joseph Bonaparte, le pouvoir et l'ambition, Tallandier
- Prix Second-Empire

Gabriel Badea-Päun, Le style Second Empire, éditions Citadelles et Mazenod
- Prix du livre non francophone

Dominic Lieven, Russia against Napoleon. The true story of the campaigns of war and peace, éd. Penguin Books
2009
- Grand prix

Isabelle Rouge-Ducos, L'Arc de Triomphe de l'Étoile dans l'art et l'histoire, Faton
- Prix Premier-Empire

Jean-Paul Bertaud, Les Royalistes et Napoléon, Flammarion
- Prix Second-Empire

Pierre Pellissier, Mérimée, Tallandier
2008
- Prix Premier-Empire

Madeleine Ambrière et Francis Ambrière, Talma, ou l'histoire du théâtre, de Fallois
- Prix Second-Empire

Alain Decaux, de l'Académie française, Coup d'État à l'Élysée, Perrin
- Prix du livre non francophone

Edgardo Donati, La Toscana nell'impero napoleonico. Tomo I e II, Florence, éditions Polistampa
2007
- Grand prix

Pierre Branda, Le Prix de la gloire, Napoléon et l'argent, Fayard
- Prix du livre non francophone

Thomas Munch-Petersen, Defying Napoleon. How Britain bombarded Copenhagen and seized the danish fleet in 1807, Sutton Publishing
- Prix spécial du jury

Bernard  Quintin et Danielle Quintin ; pour l'ensemble de leur œuvre
2006
- Grand prix

Jacques Garnier, Austerlitz, 2 décembre 1805, Fayard
- Prix Second-Empire

Sudhir Hazareesingh, La Légende de Napoléon, Tallandier
- Prix du livre non francophone

Michael Broers, The Napoleonic Empire in Italy (1796-1814), Palgrave Macmillan
- Prix du livre de fiction

Philippe Thomas-Derevoge, Le Vizir, le plus illustre cheval de Napoléon, Le Rocher
2005
- Grand prix

Amiral Rémi Monaque, Trafalgar. 21 octobre 1805, Tallandier
- Prix Second-Empire

Jean-Claude Yon, Le Second Empire : politique, société, culture, Armand Colin
- Prix du livre non francophone

Robert Goetz, 1805 : Austerlitz. Napoleon and the destruction of the third coalition, Greenhill Books
- Prix du livre de fiction

Armand Cabasson, Chasse au loup, 10/18
2004
- Prix Premier-Empire

David Chaillou, Napoléon et l'Opéra, la politique sur la scène (1800-1815), Fayard
- Prix du livre non francophone

Steven Englund, Napoleon, a political life, Harvard University Press
2003
- Prix Premier-Empire

Emmanuel de Waresquiel, Talleyrand le prince immobile, Fayard
- Prix Second-Empire

Nicolas Stoskopf, Banquiers et financiers parisiens, Picard
- Prix du livre non francophone

Lisa Zeitz et Joachim Zeitz, Napoleons medaillen, Michael Imhof Verlag
- Prix du spectacle napoléonien

Antoine de Caunes, Monsieur N.
2002
- Prix Premier-Empire

Alain Pigeard, Dictionnaire de la Grande Armée, Perrin
- Prix Second-Empire

Micheline Dupuy, La duchesse de Dino, Perrin
- Prix du livre non francophone

Luigi Mascilli-Migliorini, Napoleone, Salerno Editrice
- Prix du spectacle napoléonien

Robert Hossein, Alain Decaux, C'était Bonaparte
2001
- Grand prix et prix Premier-Empire

Dominique de Villepin, Les Cent-Jours ou l'esprit de sacrifice, Perrin
- Prix Second-Empire

Jean des Cars, Eugénie, la dernière Impératrice, Perrin
- Prix du livre non francophone

Andrzej Nieuwazny, My Z Napoleonem, Wydawnictwo Dolnoslaskie
- Prix pour une œuvre audiovisuelle

David Grubin, Napoléon (documentaire) Studio Canal
2000
- Prix Premier-Empire

André Palluel-Guillard, L'Aigle et la Croix. Genève et la Savoie (1798-1815), Cabédita
- Prix Second-Empire

Éric Anceau, Dictionnaire des députés du Second Empire, Presses Universitaires de Rennes et Les députés du Second Empire. Prosopographie d'une élite du XIXe siècle, Honoré Champion
1999
- Prix Premier-Empire

Françoise Wagener, L'Impératrice Joséphine, Flammarion
et 
Jean-François Lemaire, Les blessés dans les armées napoléoniennes, Lettrage
1998
- Prix Premier-Empire

Bernard Chevallier, L'art de vivre au temps de Joséphine, Flammarion
- Prix Second-Empire

Ghislain de Diesbach, Ferdinand de Lesseps, Perrin
1997
- Prix Premier-Empire

Thierry Lentz, Le 18-Brumaire : les coups d’État de Napoléon Bonaparte, Jean Picollec
- Prix Second-Empire

François Caron, Histoire des chemins de fer en France (1740-1883), Fayard
1996
- Prix Premier-Empire

Jean-Luc Gourdin, L'ange gardien de Bonaparte : le colonel Muiron, Pygmalion / Gérard Watelet
- Prix Second-Empire

Pauline Prévost-Marcilhacy, Les Rothschild, bâtisseurs et mécènes, Flammarion
1995
- Prix Premier-Empire

Madeleine Deschamps, Empire, éditions Abbeville
- Prix Second-Empire

Alain Gouttman, La guerre de Crimée (1853-1856), SPM
1994
- Non attribués

1993
- Prix Premier-Empire

Éric Perrin, Le Maréchal Ney, Perrin
et
Roger Lepellev ; pour l'ensemble de son œuvre sur la marine impériale
1992
- Prix Premier-Empire

Roger Dufraisse, L'Allemagne à l'époque napoléonienne, questions d'histoire politique, économique et sociale, Bouvier
- Prix Second-Empire

Frédéric Barbier, Finance et politique, la dynastie des Fould, XVIIIe – XXe siècles, Armand Colin
1991
- Prix Premier-Empire

Amiral Maurice Dupont, L'amiral Decrès et Napoléon, Économica
et 
Pierre Miquel, La Campagne de France ou les éclairs du génie, Christian Bartillat
1990
- Prix Premier-Empire

Sophie de Lastours et Serge Nabokov, Koutousov, le vainqueur de Napoléon, Albin Michel
- Prix Second-Empire

Philippe Séguin, Louis Napoléon le Grand, Grasset
1989
- Prix Premier-Empire

Jean Autin, Eugène de Beauharnais, Perrin
- Prix Second-Empire

William Smith, Eugénie, Impératrice et femme (1826-1920), Olivier Orban
1988
- Grand prix

Jean Tranié et Juan Carlos Carmignani, Bonaparte et la campagne d'Égypte [et] Napoléon 1813, la campagne d'Allemagne, Pygmalion / Gérard Watelet ; pour l'ensemble de leur œuvre.
1987
- Grand prix

Jacques Jourquin, Dictionnaire des maréchaux du Premier Empire, Tallandier
1986
- Grand prix

Jérôme Zieseniss, Berthier, frère d'armes de Napoléon, Belfond
1985
- Grand prix

René de La Croix de Castries, de l'Académie française, La Reine Hortense, Tallandier
1984
- Grand prix

Henri Perrin de Boussac, Un témoin de la Révolution et de l'Empire : Charles Jean-Marie Alquier (1752-1826), Rumeur des Âges
1983
- Grand prix

François Collaveri, La Franc-maçonnerie des Bonaparte, Payot
1982
- Grand prix

Marie-Blanche d'Arneville, Parcs et jardins sous le Premier Empire, Tallandier
1981
- Non attribués

1980
- Grand prix

Frédéric Bluche, Le Bonapartisme de 1815 à 1850, Nouvelles éditions latines
1979
- Grand prix

Georges Blond, La Grande Armée, Robert Laffont
1978
- Grand prix

Joseph Mougins-Roquefort, Napoléon prisonnier vu par les Anglais, Tallandier